# 沙宣道

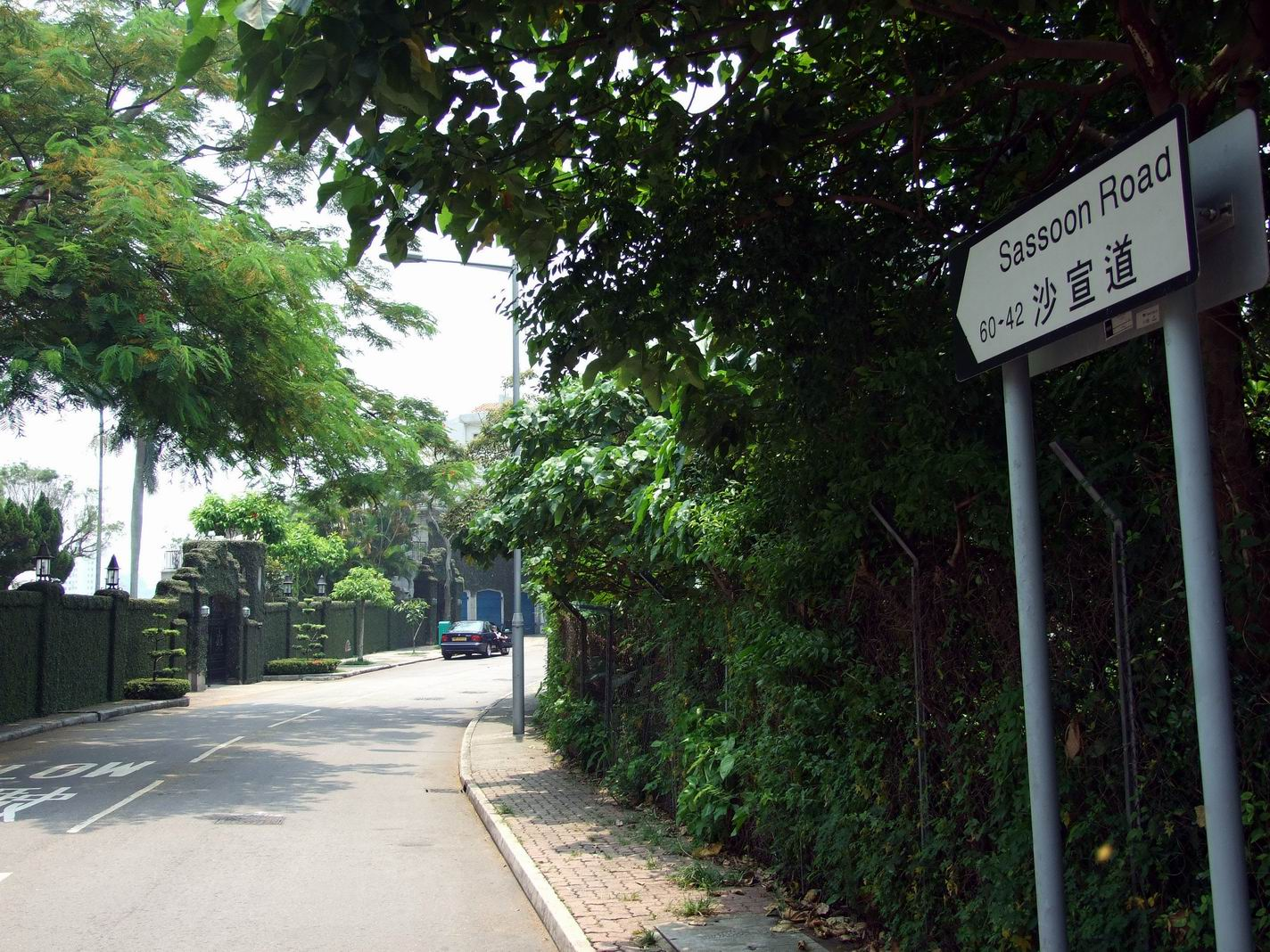
沙宣道

沙宣道（英語：Sassoon Road）是一條位於香港島南區的道路，連接薄扶林道瑪麗醫院一帶及域多利道一帶。取名為紀念猶太籍商人、上海地產大亨維克多·沙宣（Sir Victor Sassoon）。沙宣道一帶是高尚住宅區。香港不少富豪都居住於此，包括已故全國政協副主席霍英東。此外，沙宣道是香港大學沙宣道校園的所在地。沙宣道近九成的物業都是屬於香港大學的。

## 沿路重要地點
- 香港大學
  - 李嘉誠醫學院
  - 余振強醫學圖書館
  - 蒙民偉樓
  - 實驗室樓
  - 中醫藥學院
  - 陳蕉琴樓
  - 物業處大樓
  - 白文信樓
  - 賽馬會跨學科研究大樓
  - 文洪磋樓
  - 動物樓
  - 利希慎堂
  - 利銘澤堂
  - 偉倫堂
  - 何善衡夫人堂醫科生宿舍
  - 分子生物研究所實驗動物中心
- 石頭莊園 — 石頭莊園（Stone Manor）在沙宣道33號，建於1930年，原為陸佑之子陸運濤舊居，陸運濤為電影製片人、鳥類學家及攝影家，他創辦國際電影懋業有限公司，也曾邀張愛玲撰寫近十個劇本，但陸運濤在台北參加完亞洲影展後途中飛機失事身亡；大宅在1970年由霍英東斥資143萬元購入；玻璃窗與大閘上刻着神獸徽章，寫着拉丁文 Samper Fidelis，意為「敬畏的神」[2]。
- 愛蓮別墅

## 外部連結
维基共享资源上的相關多媒體資源：沙宣道